# بول ريتشاردز
بول ريتشاردز (بالإنجليزية: Paul Richards)‏ هو ممثل أمريكي، ولد في 23 نوفمبر 1924 بهوليوود في الولايات المتحدة، وتوفي في 12 أكتوبر 1974 في الولايات المتحدة بسبب سرطان.

## وصلات خارجية
- بول ريتشاردز على موقع IMDb (الإنجليزية)
- بول ريتشاردز على موقع أول موفي (الإنجليزية)
- بول ريتشاردز على موقع قاعدة بيانات برودواي على الإنترنت (الإنجليزية)
- بول ريتشاردز على موقع قاعدة بيانات الفيلم (الإنجليزية)